# Burmarsh
Burmarsh – wieś i civil parish w Anglii, w Kent, w dystrykcie Folkestone and Hythe. W 2011 civil parish liczyła 330 mieszkańców. Burmarsh jest wspomniana w Domesday Book (1086) jako Borchemeres/Burwarmaresc.